# Comuna de Sienno
Sienno (polaco: Gmina Sienno) é uma gminy (comuna) na Polónia, na voivodia de Mazóvia e no condado de Lipski. A sede do condado é a cidade de Sienno.
De acordo com os censos de 2004, a comuna tem 6432 habitantes, com uma densidade 43,7 hab/km².

## Área
Estende-se por uma área de 147,15 km², incluindo:
- área agricola: 80%
- área florestal: 17%

## Demografia
Dados de 30 de Junho 2004:
|                      | Total   | Total | Mulheres | Mulheres | Homens  | Homens |
| -------------------- | ------- | ----- | -------- | -------- | ------- | ------ |
|                      | pessoas | %     | pessoas  | %        | pessoas | %      |
| População            | 6432    | 100   | 3174     | 49,3     | 3258    | 50,7   |
| Densidade (pop./km²) | 43,7    | 100   | 21,6     | 21,6     | 22,1    | 22,1   |

De acordo com dados de 2002, o rendimento médio per capita ascendia a 1293,26 zł.

## Subdivisões
- Adamów, Aleksandrów, Aleksandrów Duży, Bronisławów, Dąbrówka, Dębowe Pole, Eugeniów, Gozdawa, Hieronimów, Janów, Jawor Solecki, Jaworska Wola, Kadłubek, Karolów, Kochanówka, Krzyżanówka, Leśniczówka, Ludwików, Nowa Wieś, Nowy Olechów, Osówka, Piasków, Praga Dolna, Praga Górna, Sienno, Stara Wieś, Stary Olechów, Tarnówek, Trzemcha Dolna, Trzemcha Górna, Wierzchowiska Pierwsze, Wierzchowiska Drugie, Wodąca, Wyględów, Wygoda, Zapusta.

## Comunas vizinhas
- Bałtów, Bodzechów, Brody, Ciepielów, Kunów, Lipsko, Rzeczniów, Tarłów